# (500583) 2012 UB89
(500583) 2012 UB89 es un asteroide perteneciente al cinturón de asteroides descubierto el 17 de diciembre de 2007 por el equipo del Spacewatch desde el Observatorio Nacional de Kitt Peak, Arizona, Estados Unidos.

## Designación y nombre
Designado provisionalmente como 2201 UB89.

## Características orbitales
2012 UB89 está situado a una distancia media del Sol de 3,089 ua, pudiendo alejarse hasta 3,654 ua y acercarse hasta 2,524 ua. Su excentricidad es 0,182 y la inclinación orbital 2,759 grados. Emplea 1983,25 días en completar una órbita alrededor del Sol.

## Características físicas
La magnitud absoluta de 2201 UB89 es 17. 